# Reggie Nadelson
Reggie Nadelson, née dans le quartier de Greenwich Village, à New York, est une journaliste, scénariste de documentaire, productrice de télévision et romancière américaine, auteur de la série policière ayant pour héros Artie Cohen.

## Biographie
Elle étudie au Vassar College, puis entre à l'Université Stanford, où elle obtient un diplôme en journalisme.
Après de nombreux voyages, notamment en Russie, elle rentre à New York, mais passe plusieurs mois par année à Londres et rédige des articles pour divers journaux britanniques, dont The Guardian et The Independent, ainsi que pour le magazine américain Vogue. Elle assure pendant plusieurs années la chronique All Around the Corner dans les pages du Financial Times. Elle signe également des reportages pour la BBC. Son documentaire consacré à Dean Reed, musicien américain devenu la grande star du rock en URSS pendant plus de 20 ans à partir des années 1960 jusqu'aux années 1980, lui inspire un essai intitulé Comrade Rockstar (1991).
En littérature, elle se lance dans le roman policier en 1995 avec Mercure rouge (Red Mercury Blues), où apparaît pour la première fois le policier new-yorkais Artie Cohen. Ce Juif, né à Moscou sous le nom de Artemy Maximovich Ostalsky, émigre à l'âge de 15 ans avec sa famille en Israël, puis quatre ans plus tard, aux États-Unis, où il est naturalisé américain. Il entre ensuite dans les forces de l'ordre et devient un brillant enquêteur de la police de New York. À l'occasion, il voyage et dénoue des énigmes en Europe, et même en Chine.

## Œuvres

### Romans

#### SérieArtie Cohen
- Red Mercury Blues (1995), aussi titré Red Hot Blues Publié en français sous le titre Mercure rouge, traduit par Michel Doury, Paris, C. Bourgois, coll. Policiers Bourgois, 1997  (ISBN 2-267-01420-3) ; réédition, Paris, Seuil, Points no 554, 1998  (ISBN 2-02-033021-0)
- Hot Poppies (1997) Publié en français sous le titre Pavots brûlants, traduit par Anne Wicke, Paris, C. Bourgois, coll. Policiers Bourgois, 1997  (ISBN 2-267-01419-X) ; réédition, Paris, Seuil, Points no 626, 1999  (ISBN 2-02-033022-9)
- Bloody London (1999) Publié en français sous le titre À saisir, traduit par Mona de Pracontal, Paris, C. Bourgois, coll. Policiers Bourgois, 1999  (ISBN 2-267-01496-3)
- Sex Dolls (2002), aussi titré Skin Trade Publié en français sous le titre Sex Dolls, traduit par Hugues de Giorgis, Paris, C. Bourgois, coll. Policiers Bourgois, 2002  (ISBN 2-267-01629-X)
- Disturbed Earth (2004) Publié en français sous le titre Sous la menace, traduit par Jean Esch, Paris, Éditions du Masque, 2005  (ISBN 2-7024-3261-1)
- Red Hook (2005) Publié en français sous le titre Red Hook, traduit par Jean Esch, Paris, Éditions du Masque, 2007  (ISBN 978-2-7024-3260-0) ; réédition, Paris, LGF, Le Livre de poche no 31582, 2009  (ISBN 978-2-253-12498-6)
- Fresh Kills (2006) Publié en français sous le titre Racines russes, traduit par Jean Esch, Paris, Éditions du Masque, 2009  (ISBN 978-2-7024-3298-3) ; réédition, Paris, LGF, Le Livre de poche no 31957, 2011  (ISBN 978-2-253-13403-9)
- Londongrad (2009) Publié en français sous le titre Londongrad, traduit par Jean Esch, Paris, Éditions du Masque, 2011  (ISBN 978-2-7024-3480-2) ; réédition, Paris, Éditions du Masque, Masque poche no 27, 2013  (ISBN 978-2-7024-4017-9)
- Blood Count (2010)

#### Autres romans
- Somebody Else (2003)
- Manhattan 62 (2014)

## Essais
- Who is Angela Davis?: The Biography of a Revolutionary (1972)
- Comrade Rockstar (1991), aussi titré Comrade Rockstar: The Life and Mystery of Dean Reed, the All-American Boy Who Brought Rock 'N' Roll to the Soviet Union

## Sources
- Claude Mesplède, Dictionnaire des littératures policières, vol. 2 : J - Z, Nantes, Joseph K, coll. « Temps noir », 2007, 1086 p. (ISBN 978-2-910-68645-1, OCLC 315873361), p. 408-409.